# 페리 (가수)
페리(본명: Perry Thomas Borja, 1971년 11월 12일 ~ )는 미국의 래퍼이다. YG 엔터테인먼트 설립 후, 지누션의 데뷔 때부터 지금까지 초창기의 메인 프로듀서를 맡아왔다.
그 이외에도 양현석, 지누션의 음반에 객원 래퍼로 참여했으며, 1999년 YG Family의 1집 《Famillenium》의 래퍼 및 프로듀서로 활동했었고, 2001년 지누션의 3집 《The Regin》의 메인 프로듀서로 활동해 외국 뮤지션들에게도 눈에 띄고 미국의 데뷔 제안을 했는데 본인은 한국의 데뷔로 한국 힙합계에서 활동하고 싶다는 의지를 밝혔다. 같은 해 여름에는 1집 《Perry By Storm》으로 정식 데뷔하였다.
YG 엔터테인먼트의 전자 공시 정기 공시 보고서에 따르면, 2013년 3분기까지 페리는 YG 소속 프로듀서로 활동했으나, 2013년 4분기부터는 소속 프로듀서로 이름이 나오지 않는다. 또한 음악저작권협회의 자료에 의하면, 2010년 9월 8일 발표된 빅뱅의 일본 싱글 5집 이후에는 페리의 신곡이 나오지 않고 있다. 2012년 유승우가 슈퍼스타 K4 10회에서 페리가 공동 작곡한 '열정'을 부른 것이 음저협에 등록된 마지막 저작물이다.
한편, 2014년 4월 21일 YG 엔터테인먼트의 투자설명서에 따르면, 페리와 YG의 최초 계약일자는 2005년 6월이며, 최종 계약 만기일자는 2015년 6월로 나온다.

## 디스코그래피

### 정규 음반
| 번호 | 앨범 정보                                | 트랙 리스트 |
| ---- | ---------------------------------------- | --- |
| 1집  | 《Perry By Storm》 - 발매일 : 2001년 9월 | 1. Storm (Feat. G-DRAGON of BIGBANG, Masta Wu of YMGA, 션 of 지누션) 2. Oh No (Feat. 양현석,Vanessa) 3. Turn It Out (Feat. Masta Wu of YMGA) 4. Get Ready (Feat. YG Family) 뮤직비디오 5. Know How What I Mean? (Feat. Masta Wu of YMGA) 6. 비상 (Feat.Jah-U, Hoony Hoon, Day-1, In Chang, 45RPM) 7. Get Down 8. G-Dragon (Feat. G-DRAGON of BIGBANG) 9. Don`t Leave Me (Feat. 스위티) 10. Baby Come On (Feat. Lexy) 11. 돈이 Money (Feat. 45RPM) 12. So Tight (Feat. 지누션) 13. Bounce (Feat. TEDDY, Masta Wu of YMGA) 14. Storm (Remix) |

### Featuring
- 2003년 2월 1일 거미 1st Album - 《Like That》
- 2003년 3월 8일 세븐 1st Album - 《Just Listen...》
- 2003년 10월 7일 렉시 1st Album - 《Lexury》
- 2003년 11월 26일 원타임 4th Album - 《Once N 4 All》
- 2004년 6월 10일 태빈 1st Album - 《Taebin of 1TYM》
- 2004년 11월 13일 지누션 4th Album - 《노라보세》
- 2006년 3월 7일 세븐 3rd Album - 《24/7(24/Seven)》
- 2008년 7월 1일 엄정화 Mini Album - 《D.I.S.C.O》

### 작사 및 작곡
- 1997년 6월 1일 - 지누션 - 'Jinusean Bomb' (공동작사, 공동작곡)
- 1998년 1월 23일 - 지누션 - '이제 더 이상' (공동작사, 공동작곡, 공동편곡)
- 1998년 1월 23일 - 지누션 - 'Throw Them Hands Up'(공동작사, 작곡, 편곡)
- 1998년 1월 23일 - 지누션 - 'What U Wanna Do' (공동작사, 공동작곡, 공동편곡)
- 1998년 8월 27일 - 양현석 - '악마의 연기' (공동작사, 작곡, 편곡)
- 1998년 8월 27일 - 양현석 - '널 버리지마' (공동작사)
- 1998년 8월 27일 - 양현석 - '무시' (작곡, 편곡)
- 1998년 8월 27일 - 양현석 - '약한 자가 패배하는 세상' (작곡, 편곡)
- 1998년 8월 27일 - 양현석 - 'Lights, Camera, Action' (공동작곡)
- 1998년 11월 1일 - 원타임 - 'Falling In Love'(작곡, 편곡)
- 1998년 11월 8일 - 원타임 - '널 일으켜' (작곡, 편곡)
- 1998년 11월 18일 - 원타임 - '원타임' (작곡, 편곡)
- 1998년 11월 18일 - 원타임 - 'Good Love' (작곡, 편곡)
- 1999년 3월 4일 - 지누션 - '태권V' (작곡, 편곡)
- 1999년 3월 4일 - 지누션 - 'Baby Come Back' (공동작사, 작곡, 편곡)
- 1999년 8월 5일 - YG Family - '서둘러' (작곡, 편곡)
- 1999년 8월 5일 - YG Family - '우리는 YG Family' (작곡, 편곡)
- 1999년 8월 7일 - 양현석 - 'YG Bounce' (작곡, 편곡)
- 2000년 4월 24일 - 원타임 - '21세기란게 뭐야'(작곡, 편곡)
- 2000년 4월 24일 - 원타임 - 'Ready Or Not Yo' (작곡, 편곡)
- 2000년 6월 1일 - 이정현 - '따' (작곡)
- 2001년 2월 7일 - 지누션 - '2 Run Hiphop' (작곡, 편곡)
- 2001년 2월 7일 - 지누션 - '방방방' (작곡, 편곡)
- 2001년 2월 7일 - 지누션 - 'Hiphop Seoul-자' (공동작사, 작곡, 편곡)
- 2001년 2월 7일 - 지누션 - 'Holdin Down' (공동작사, 작곡, 편곡)
- 2001년 2월 7일 - 지누션 - 'Real Wunz' (공동작사, 작곡, 편곡)
- 2001년 2월 7일 - 지누션 - 'Follow Me' (공동작사, 공동작곡, 편곡)
- 2001년 9월 1일 - 페리 - '비상' (공동작곡, 편곡)
- 2001년 9월 3일 - 페리 - 'Don't Leave Me' (공동작사, 작곡, 편곡)
- 2001년 9월 3일 - 페리 - 'Baby Come On' (공동작사, 작곡, 편곡)
- 2001년 9월 3일 - 페리 - 'Oh No' (공동작사, 작곡, 편곡)
- 2001년 9월 3일 - 페리 - 'Storm' (공동작사, 작곡, 편곡)
- 2001년 9월 3일 - 페리 - 'Turn It Out' (공동작사, 작곡, 편곡)
- 2001년 9월 3일 - 페리 - 'G-Dragon' (공동작사, 작곡, 편곡)
- 2001년 9월 3일 - 페리 - 'Get Ready' (공동작사, 작곡, 편곡)
- 2001년 9월 3일 - 페리 - '돈이 Money' (공동작사, 작곡, 편곡)
- 2001년 9월 4일 - 페리 - 'Storm(remix)' (공동작사, 작곡, 편곡)
- 2002년 4월 3일 - 휘성 - '안되나요(remix)' (편곡)
- 2002년 4월 25일 - Swit - 'I'll Be There' (작곡, 편곡)
- 2002년 10월 1일 - YG Family - 'Why Be normal?' (공동작사, 작곡, 편곡)
- 2002년 10월 1일 - YG Family - '저 높은 곳에 펼쳐' (작곡, 편곡)
- 2002년 10월 24일 - YG Family - 'YMCA 야구단' (작곡, 편곡)
- 2003년 2월 1일 - 세븐 - 'One To Ten' (작곡, 편곡)
- 2003년 2월 1일 - 세븐 - 'I Just Wanna Be' (작곡, 편곡)
- 2003년 2월 1일 - 세븐 - 'Baby I Like You Like That'(작곡, 편곡)
- 2003년 2월 1일 - 세븐 - 'Luz Control' (작곡, 편곡)
- 2003년 8월 1일 - 휘성 - 'Dilemma' (작곡)
- 2003년 8월 1일 - 휘성 - 'Pretty Lady' (작곡)
- 2003년 10월 1일 - 렉시 - 'Girls' (작곡, 편곡)
- 2003년 10월 1일 - 렉시 - 'Move'(작곡, 편곡)
- 2003년 10월 1일 - 렉시 - 'Real Love' (작곡, 편곡)
- 2003년 10월 1일 - 렉시 - 'Baby Come On' (작곡, 편곡)
- 2003년 10월 1일 - 렉시 - '내게서 벗어나' (작곡, 편곡)
- 2003년 10월 1일 - 렉시 - '너를 사랑해' (작곡, 편곡)
- 2003년 10월 1일 - 렉시 - '애송이' (작곡, 편곡)
- 2003년 11월 1일 - 원타임 - 'It's Over'(작곡, 편곡)
- 2003년 11월 26일 - 원타임 - 'OK' (공동작사, 공동작곡)
- 2003년 11월 26일 - 원타임 - 'Danny's Interlude'(작곡, 편곡)
- 2004년 5월 1일 - 휘성, 세븐 - 'She's Mine' (작곡, 편곡)
- 2004년 6월 1일 - 태빈 - 'Don't Stop'(작곡, 편곡)
- 2004년 6월 10일 - 태빈 - 'B'cauz I Luv U' (작곡, 편곡)
- 2004년 6월 11일 - 태빈 - 'Real Luv Story' (작곡, 편곡)
- 2004년 7월 1일 - 세븐 - 'You're My Everything' (작곡, 편곡)
- 2004년 7월 7일 - 세븐 - '열정' (공동작곡)
- 2004년 9월 9일 - 거미 - 'Round1'(작곡, 편곡)
- 2004년 10월 16일 - 휘성 - 'She's Beautiful' (작곡, 편곡)
- 2004년 11월 12일 - 지누션 - '신나는 힙합' (작곡, 편곡)
- 2004년 11월 12일 - 세븐 - '열정 리믹스' (공동작곡)
- 2004년 11월 12일 - 지누션 - '2 All My People' (공동작사, 편곡)
- 2004년 11월 23일 - 지누션 - 'Tonight' (작곡, 편곡)
- 2004년 12월 1일 - 세븐 - 'Crazy' (공동작곡)
- 2005년 6월 1일 - 소울스타 - '이 밤이 깊어가지만' (작곡, 편곡)
- 2005년 7월 26일 - 렉시 - 'Hey Everybody' (공동작사, 작곡, 편곡)
- 2005년 7월 26일 - 렉시 - '눈물 씻고 화장하고' (공동작곡)
- 2005년 7월 26일 - 렉시 - 'Oh Yeah' (작곡, 편곡)
- 2005년 8월 1일 - 렉시 - '그만그만' (작곡, 편곡)
- 2005년 8월 1일 - 렉시 - '기꺼이' (작곡, 편곡)
- 2005년 8월 1일 - 렉시 - 'Everybody'(작곡, 편곡)
- 2005년 8월 1일 - 렉시 - 'Party' (작곡, 편곡)
- 2005년 9월 1일 - 휘성 - '사랑한장' (작곡, 편곡)
- 2005년 11월 1일 - 원타임 - 'Summer Night' (공동작곡)
- 2005년 11월 1일 - 원타임 - 'Get Them Hands Up' (작사, 작곡, 편곡)
- 2005년 11월 12일 - 지누션 - 'Good Time' (작곡, 편곡)
- 2006년 3월 8일 - 세븐 - 'Baby U' (작곡, 편곡)
- 2006년 3월 8일 - 세븐 - 'Interlude(follow me)' (공동작곡, 공동편곡)
- 2006년 3월 8일 - 세븐 - 'Interlude(heaven)' (작곡, 편곡)
- 2006년 3월 8일 - 세븐 - 'Intro(24/7)' (작곡, 편곡)
- 2006년 3월 8일 - 세븐 - 'Outro(7virus)' (작곡, 편곡)
- 2006년 3월 8일 - 세븐 - 'Run' (공동작곡, 공동편곡)
- 2006년 3월 8일 - 세븐 - '내 입좀 막아줘' (작곡, 편곡)
- 2006년 9월 29일 - 빅뱅 - 'La La La' (작곡, 편곡)
- 2006년 9월 29일 - 빅뱅 - 'La La La'(MR) (작곡)
- 2006년 11월 1일 - 세븐 - 'Can You Feel Me' (공동작곡, 공동편곡)
- 2006년 11월 1일 - 세븐 - 'Get Up And Dance' (작곡)
- 2006년 11월 1일 - 세븐 - 'I'm Sorry(interlude)' (작곡, 편곡)
- 2006년 11월 1일 - 세븐 - 'Se7olution' (작곡, 편곡)
- 2006년 11월 1일 - 세븐 - '허락해줘' (작곡, 편곡)
- 2006년 11월 22일 - 빅뱅 - 'Good Bye Baby' (공동작곡, 공동편곡)
- 2006년 11월 22일 - 빅뱅 - 'Big Bang' (작곡, 편곡)
- 2006년 12월 1일 - 빅뱅 - 'Intro(big bang)' (작곡, 편곡)
- 2007년 4월 18일 - 렉시 - 'Left To The Right' (작곡, 편곡)
- 2007년 4월 18일 - 렉시 - 'Rush' (작곡)
- 2007년 4월 18일 - 렉시 - 'Big Lexy'(공동작곡)
- 2007년 4월 18일 - 렉시 - 'Get That' (작사, 작곡)
- 2007년 4월 18일 - 렉시 - 'Baby Boy' (작곡)
- 2007년 4월 18일 - 렉시 - 'Hit This Party' (작곡)
- 2007년 4월 18일 - 렉시 - 'Super Fly' (작곡, 편곡)
- 2007년 4월 18일 - 렉시 - '쿵쿵' (작곡)
- 2007년 4월 18일 - 렉시 - '하늘 위로' (공동작곡)
- 2007년 4월 18일 - 렉시 - '하늘 위로(B.remix) (공동작곡)
- 2007년 8월 16일 - 빅뱅 - '없는 번호' (공동작곡)
- 2007년 8월 16일 - 빅뱅 - 'Always' (공동작곡)
- 2007년 8월 16일 - 빅뱅 - 'Intro(우린빅뱅)' (작곡, 편곡)
- 2007년 11월 23일 - 빅뱅 - 'Crazy Dog' (공동작곡)

- 2008년 1월 4일 - 빅뱅 - 'So Beautiful' (공동작곡, 번안)
- 2008년 3월 12일 - 거미 - 'Clap Your Hands' (작곡, 편곡)
- 2008년 3월 12일 - 거미 - 'Intro - Work It Now' (작곡, 편곡)
- 2008년 5월 28일 - 빅뱅 - 'Intro With U' (공동작사, 공동작곡, 공동편곡)
- 2008년 5월 28일 - 빅뱅 - 'With U' (공동작사, 공동작곡, 공동편곡)
- 2008년 7월 1일 - 엄정화 - '흔들어' (작곡, 편곡)
- 2008년 7월 1일 - 엄정화 - 'Celebration' (작곡, 편곡)
- 2008년 10월 10일 - YMGA - 'What' (공동작사)
- 2008년 10월 22일 - 빅뱅 - 'Intro' (작사, 작곡, 편곡)
- 2008년 10월 22일 - 빅뱅 - 'Baby Baby' (번안)
- 2008년 10월 22일 - 빅뱅 - 'Everything'(작사, 작곡, 편곡)
- 2008년 12월 15일 - 빅뱅 - 'Stylish' (작곡)
- 2009년 3월 18일 - 빅뱅 - 'So Fresh So Cool' (작곡, 편곡)
- 2009년 6월 24일 - 빅뱅 - 'Emotion'(공동작곡, 공동편곡)
- 2010년 6월 23일 - 빅뱅 - 'Stylish(perry remix)' (작곡)
- 2010년 6월 23일 - 빅뱅 - 'Tell Me Goodbye' (공동작사)
- 2010년 6월 23일 - 빅뱅 - 'Tell Me Goodbye(remix)' (공동작사)
- 2010년 8월 19일 - 빅뱅 - 'I'll Be There'(영어버전) (작사)
- 2010년 9월 8일 - 빅뱅 - 'Beautiful Hangover' (공동작사, 공동작곡)
- 2010년 9월 8일 - 빅뱅 - 'Somebody To Luv' (공동작사)
- 2012년 12월 18일 - 유승우 - '열정' (공동작곡)